# Mirosternus affinis
Mirosternus affinis là một loài bọ cánh cứng thuộc họ Ptinidae.